# Kils kommunala realskola
Kils kommunala realskola var en kommunal realskola i Kil verksam från 1947 till 1967.

## Historia
Skolan bildades som en högre folkskola som 1947 ombildades till en kommunal mellanskola vilken ombildades till kommunal realskola 1 juli 1952
Realexamen gavs tidigast från 1947 till 1967.
Skolbyggnaden som användes är riven.